# Geoffrey Kamworor
Geoffrey Kipsang Kamworor (* 22. November 1992 in Eldoret) ist ein kenianischer Langstreckenläufer.

## Werdegang
Bei den Crosslauf-Weltmeisterschaften 2011 gewann Kamworor das Juniorenrennen. Kurz danach siegte er beim Berliner Halbmarathon.
Im Herbst triumphierte er beim Lille-Halbmarathon, diente beim Berlin-Marathon dem späteren Weltrekordler Patrick Makau Musyoki als Tempomacher und wurde Zweiter beim Delhi-Halbmarathon.
2012 wurde Kamworor Vierter beim CPC Loop Den Haag und siegte beim World 10K Bangalore.
Bei seinem Debüt über die 42,195-km-Distanz wurde er Dritter beim Berlin-Marathon.
Beim RAK-Halbmarathon 2013 verpasste Kamworor als Sieger mit einer Zeit von 58:54 min den Streckenrekord von Musyoki nur um zwei Sekunden.
Einem vierten Platz beim Rotterdam-Marathon folgte ein Sieg beim Bogotá-Halbmarathon. Beim Berlin-Marathon wurde er erneut Dritter.
Bei den Weltmeisterschaften 2015 in Peking gewann er über 10.000 Meter die Silbermedaille. 2016 wurde Kamworor Weltmeister im Halbmarathon.
Bei den Olympischen Spielen in Rio de Janeiro konnte er den Erwartungen nicht gerecht werden und belegte im 10.000-Meter-Lauf lediglich den elften Platz.
2017 verteidigte er seinen Titel bei den Crosslauf-Weltmeisterschaften in Kampala erfolgreich. Am 5. November 2017 gewann Kamworor den New-York-City-Marathon in 2:10:53 h. 2018 siegte er bei den Halbmarathon-Weltmeisterschaften in Valencia zum dritten Mal in Folge.
Bei den Crosslauf-Weltmeisterschaften 2019 belegte der damals 26-Jährige im März in Aarhus den dritten Rang und wurde Vizeweltmeister in der Teamwertung.

### Weltrekord Halbmarathon 2019
Am 15. September gelang ihm beim Kopenhagen-Halbmarathon mit 58:01 min ein neuer Weltrekord über die Halbmarathondistanz.
Im November gewann er in 2:08:13 h zum zweiten Mal nach 2017 den New-York-City-Marathon.

## Persönliche Bestzeiten
- 3000 m: 7:54,15 min, 6. Juni 2010, Eurajoki
- 5000 m: 12:59,98 min, 28. Mai 2016, Eugene
- 10.000 m: 26:52,65 min,	29. Mai 2015, Eugene
- Halbmarathon: 58:01 min, 15. September 2019, Kopenhagen
- Marathon: 2:04:23 h, 23. April 2023, London

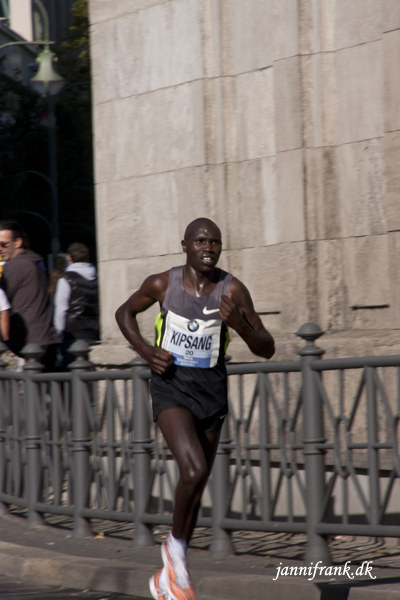
Dritter Platz von Geoffrey Kamworor beim Berlin-Marathon 2012
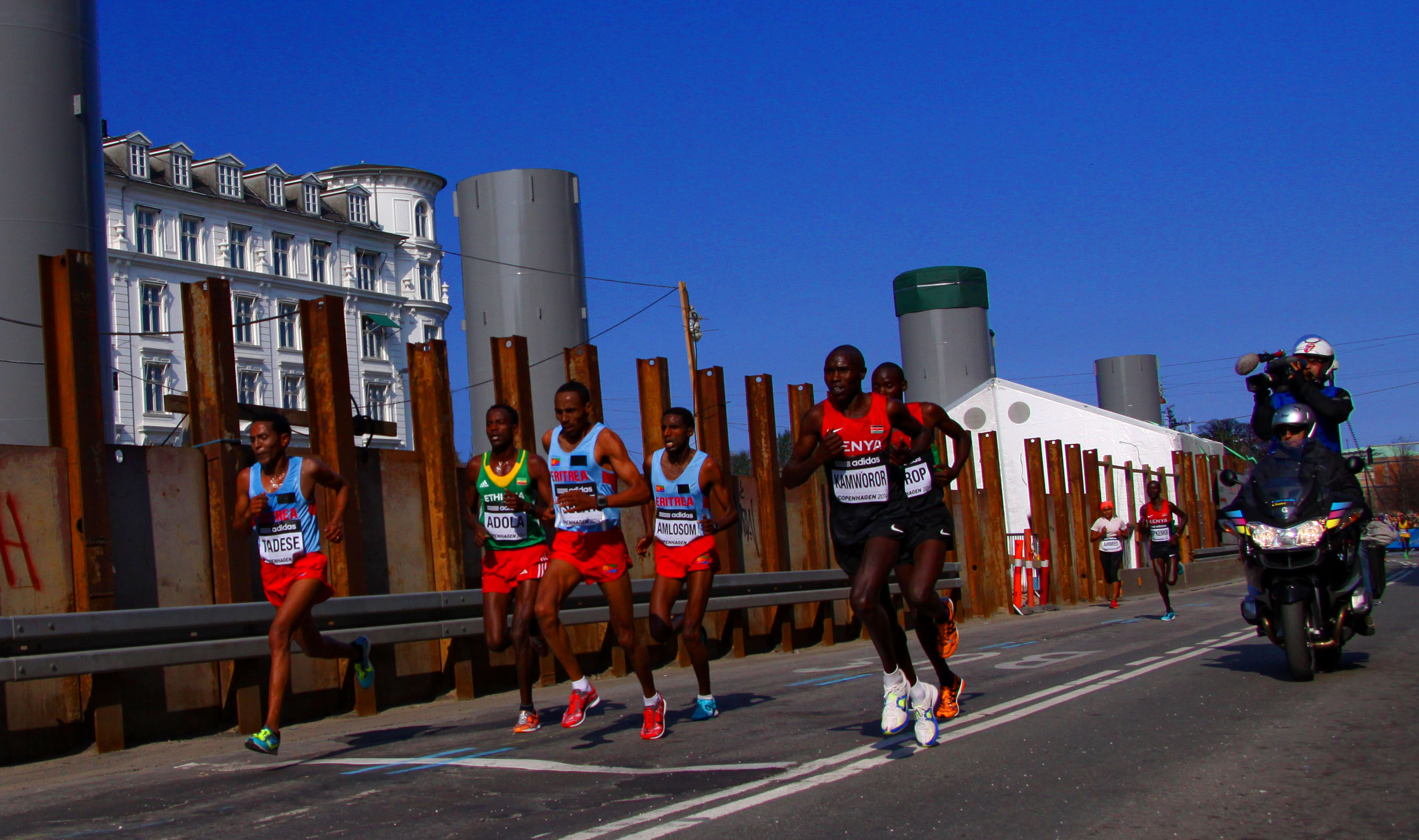
Sieg bei den Halbmarathon-Weltmeisterschaften 2014
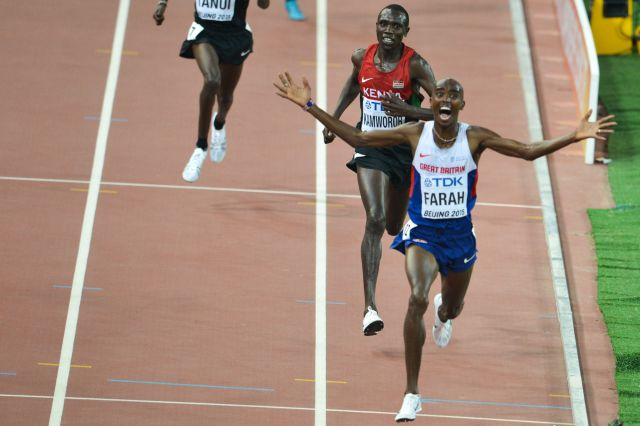
10.000 m, Finale bei den Weltmeisterschaften in Peking 2015, Vizeweltmeister hinter Mo Farah
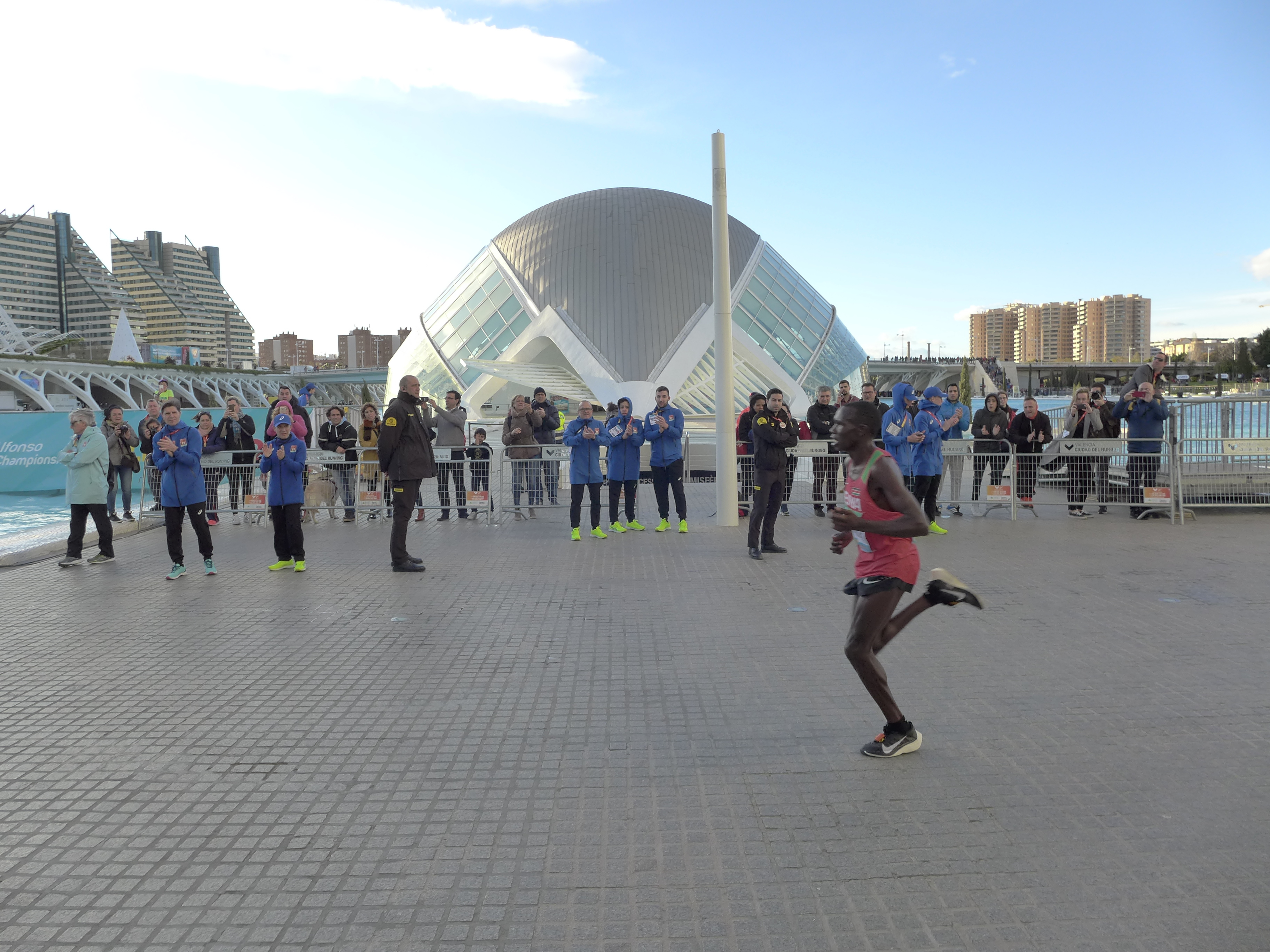
Sieg bei den Halbmarathon-Weltmeisterschaften 2018 in Valencia
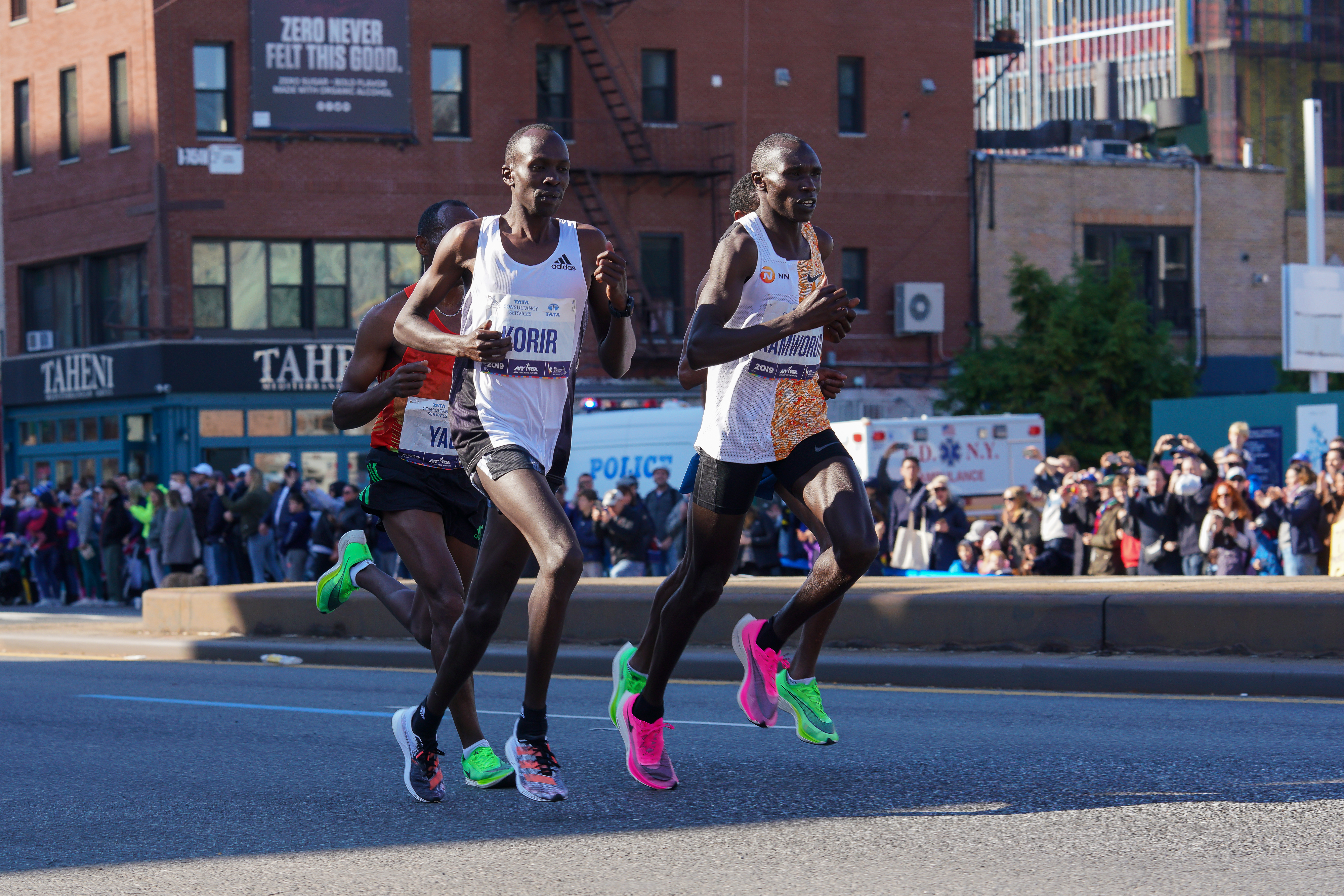
Sieg beim New-York-City-Marathon 2019